# Henry Gibson
Henry Gibson (Filadélfia, 21 de setembro de 1935 — Malibu, 14 de setembro de 2009) foi um ator e comediante norte-americano.
Faleceu devido a complicações de um câncer. Sepultado no Westwood Village Memorial Park Cemetery.

## Filmografia
- The Nutty Professor (1963)
- Kiss Me, Stupid (1964)
- The Outlaws Is Coming (1965)
- Bewitched (1968) - Napoleão Bonaparte
- Rowan & Martin's Laugh-In (1968–1971)
- The Mouse Returns (1971) - Taku (voz)
- Evil Roy Slade (1972)
- Every Man Needs One (1972)
- Charlotte's Web (1973) - Wilbur (voz)
- The Long Goodbye (1973)
- The Mini-Munsters (1973) - Mr. Grundy (voz)
- Nashville (1975)
- The New Original Wonder Woman (1975) - Nickolas
- The Last Remake of Beau Geste (1976)
- The Kentucky Fried Movie (1977)
- Escape from Bogen County (1977)
- Halloween Is Grinch Night (1977) - Max (singing voice)
- The Night They Took Miss Beautiful (1978)
- Amateur Night at the Dixie Bar and Grill (1979)
- A Perfect Couple (1979)
- The Halloween That Almost Wasn't (1979) - Igor, Count Dracula's butler
- The Blues Brothers (1980) -  Head Nazi
- For the Love of It (1980)
- Health (1980)
- The Incredible Shrinking Woman (1981)
- The Smurfs (1981)
- Tulips (1981)
- Nashville Grab (1981)
- The Biskitts (1982)
- National Lampoons Vacation (1983)
- Quincy M.E. (ep. "Murder on Ice") (1983)
- The Wuzzles (1985) - Eleroo
- Slow Burn (1986)
- The Blinkins (1986)
- Galaxy High School (1986)
- Monster in the Closet (1987)
- Long Gone (1987)
- Innerspace (1987)
- Switching Channels (1988)
- The 'Burbs (1989)
- Around the World in 80 Days (1989)
- Night Visitor (1989)
- Brenda Starr (1989)
- The Magic Balloon (1990)
- Return to Green Acres (1990)
- Gremlins 2: The New Batch (1990)
- Tune in Tomorrow... (1990)
- Tom and Jerry: The Movie (1993) - Dr. J. "Sweetface" Applecheek
- Vault of Horror I (1994)
- AAAHH!!! Real Monsters (1994)
- The Bears Who Saved Christmas (1994)
- Cyber Bandits (1995)
- Daisy-Head Mayzie (1995) - The Cat in the Hat (voz)
- Escape to Witch Mountain (1995) - Ravetch
- Santo Bugito (1995)
- Color of a Brisk and Leaping Day (1996)
- Bio-Dome (1996)
- Mother Night (1996)
- Asylum (1997)
- Stranger in the Kingdom (1998)
- Rocket Power (1999)
- Magnolia (1999)
- Sunset Beach (1999)
- Mullitt (2000)
- Early Edition  (2000) (TV)
- The Luck of the Irish (2001) (TV)
- Rocket Power: Race Across New Zealand (2002)
- The Year That Trembled (2002)
- Teddy Bears' Picnic (2002)
- No Prom for Cindy (2002)
- The Commission (2003)
- The Goldfish (2003)
- Never Die Alone (2004)
- Boston Legal (2004–2008)
- Wedding Crashers (2005)
- Trapped Ashes (2006)
- Big Stan (2007)